# Клэр Литтлтон
Клэр Литтлтон (англ. Claire Littleton) — одна из главных героев телесериала «Остаться в живых». Роль исполняет Эмили де Рэвин. Появилась в первой серии первого сезона как выжившая пассажирка разбившегося самолёта, будучи беременной. Была одной из главных героинь сериала до своего таинственного исчезновения в конце четвёртого сезона. Вернулась в шестом сезоне.

## Биография

### До авиакатастрофы
Клэр выросла в Сиднее. Её мать, Кэрол, (Сьюзан Дюрден) говорила, что отец девочки умер. Однажды машина, в которой ехала Клэр с матерью, попала в автокатастрофу, в результате чего Кэрол впала в кому. Кристиан Шепард (Джон Терри) приехал в Сидней, оплатил медицинские расходы и рассказал Клэр, что является её отцом. Когда он предложил отключить Кэрол от аппарата жизнеобеспечения, Клэр в ярости отказалась и не захотела поддерживать с отцом связь, даже не узнав его имя.
Спустя несколько лет Клэр устроилась на работу в ресторан быстрого питания. Она забеременела. Её бойфренд, Томас (Кейр О'Доннелл), воспринял это известие с воодушевлением, но затем счёл, что не готов стать отцом, и бросил её. Клэр решила после родов отдать ребёнка на усыновление. Однако на встрече с потенциальными усыновителями Клэр волновалась так, что ни одна из трёх ручек не писала, и девушка передумала отдавать ребёнка в другую семью. Медиум Ричард Малкин, которого Клэр посещала, настоял, чтобы она приняла его план: он сообщил, что нашёл в Лос-Анджелесе «хороших людей», которые позаботятся о её ребёнке, и дал ей билеты на 815-й рейс авиакомпании Oceanic Airlines, велев лететь только этим рейсом и никаким другим.. Перед отъездом она навестила мать, которая по-прежнему находилась в коме, чтобы рассказать о своей беременности и о планах отдать ребёнка на усыновление. Кроме того, она попросила прощения за аварию и за то, что в тот день пожелала матери смерти.

### На острове

#### Сезон 1
После авиакатастрофы на Клэр едва не упал обломок самолёта, но Джек спас её («Пилот. Часть 1», 1-я серия 1-го сезона). Её имя впервые прозвучало в сериале только в четвёртой серии первого сезона — «Жизнь на берегу». Сначала она сторонилась остальных спасшихся, но вскоре подружилась с Чарли, который начал заботиться о ней и всячески опекать. Он убедил её перебраться с пляжа в пещеры, где был источник пресной воды («Мошенник», 8-я серия 1-го сезона).
Вскоре Клэр похитил Итан Ром («Другим на воспитание», 10-я серия 1-го сезона)
Клэр отсутствовала на протяжении почти двух недель. Однажды, когда Локк и Бун отправились на поиски пса Винсента, из зарослей вышла Клэр. Она была сильно измождена и, как потом выяснилось, потеряла память, напрочь забыв обо всём, что случилось после авиакатастрофы. После её возвращения вновь появился Итан. Он избил Чарли и передал через него, чтобы ему привели Клэр, пообещав в противном случае убивать ежедневно по одному из обитателей лагеря. Выжившим удалось схватить его, но Чарли, который подоспел позднее всех, застрелил Итана прежде, чем того удалось допросить («Возвращение домой», 15-я серия 1-го сезона).
Вскоре после этого Клэр родила мальчика, которого назвала Аароном (23-я серия 1-го сезона). Её отношения с Чарли стали ещё более тесными.

#### Сезон 2
Клэр и Чарли обосновались в лагере на берегу. К Клэр начала возвращаться память — постепенно с помощью Либби она вспомнила всё, что случилось с ней до похищения. Оказалось, что Итан увёл её в один из бункеров DHARMA, оборудованный под медицинскую станцию, и там регулярно ставил ей уколы в живот. Он одурманивал её сознание наркотиками, так что Клэр перестала воспринимать его как врага и искренне собиралась отдать ребёнка Другим на воспитание. К счастью, одна из них — девушка по имени Алекс — спасла Клэр и вывела её со станции.
Позднее отношения между Чарли и Клэр испортились. Она узнала о том, что он был наркоманом, и перестала подпускать к Аарону, подозревая, что ему не удалось преодолеть зависимость — намёк Локка на то, что Чарли принимает героин, найденный в самолёте нигерийских наркоторговцев, лишь укрепил её в этой мысли. Между тем у Чарли после видения появилась навязчивая идея окрестить Аарона. Он пытался уговорить на это Клэр, но его странное поведение лишь ещё больше оттолкнуло девушку. Тогда Чарли, улучив момент, без разрешения забрал ребёнка и понёс его к океану, чтобы окрестить собственноручно. Его удалось остановить, после чего Клэр прекратила с ним всякие отношения.
Когда Аарон заболел, Клэр решила, что малышу может помочь только вакцина, уколы которой делал ей Итан. Вместе с Руссо и Кейт она нашла в лесу бункер, где её держали Другие. Однако внутри было пусто. Там же у Клэр полностью восстановилась память. Некоторое время Клэр продолжала держать Чарли на расстоянии, но постепенно смягчилась и отношения между ними вернулись в прежнее русло. Когда неизвестные из DHARMA сбросили на остров запас продуктов и медикаментов, Чарли передал Клэр обнаруженную там вакцину. Далее они вместе присутствовали, держась за руки, на похоронах Аны-Люсии и Либби, а после взрыва бункера Чарли поцеловал Клэр у костра («Живём вместе, умираем поодиночке», 23-я серия 2-го сезона).

#### Сезон 3
Отношения Клэр и Чарли начали превращаться в роман, и он вернулся жить в её палатку («Дальнейшие указания», 3-я серия 3-го сезона). Однажды Десмонд попробовал уговорить её перенести палатку в другое место, а когда она не послушалась, соорудил рядом громоотвод. Оказалось, что его действия были пророческими — во время грозы молния едва не ударила в жилище Клэр («Каждый сам за себя», 4-я серия 3-го сезона). Затем Десмонд спас Клэр, когда она тонула в океане. Чарли с подозрением отнёсся к вниманию, которое тот начал уделять девушке, но Десмонд объяснил, что на самом деле спасал не Клэр, а самого Чарли. После взрыва бункера он начал видеть будущее и предсказал Чарли скорую гибель («Вспышки перед глазами», 8-я серия 3-го сезона).
Позднее Клэр заметила на берегу чаек, которые мигрировали на юг, и придумала способ, как передать послание с острова. Она решила поймать птицу и привязать к её лапе записку. Десмонд уговорил Чарли не помогать Клэр, и позднее снова вмешался, спугнув чаек выстрелом из ружья. Клэр, удивлённая таким подозрительным поведением, проследила за ним. Отвечая на вопросы Клэр, он рассказал, что Чарли обречён и во время ловли птиц должен был сорваться со скалы и разбиться. («Авиапочта», 12-я серия 3-го сезона).

#### Сезон 4
После гибели Чарли Клэр, прислушавшись к словам Хёрли о том, что Чарли предупреждал о возможной опасности, отказывается идти на пляж с «командой Джека» и присоединяется к «команде Локка». Они отправляются жить в заброшенные дома Других. («Объявлены погибшими», 2-я серия 4-го сезона).
Во время атаки людей Чарлза Уидмора, дом Клэр взрывается, но Сойеру удаётся вытащить её из-под завалов. Сойер относит её в дом Бена, где после убийства Алекс и атаки Чёрного Дыма она, следуя инструкциям Бена, убегает в джунгли с Аароном на руках вместе с Сойером, Хёрли, Локком и Майлзом. Позже она вместе с Сойером и Майлзом начинает путь на пляж («Облик грядущего», 9-я серия 4-го сезона).
Некоторое время спустя, в джунглях Клэр просыпается у костра, замечая, что Аарона нет рядом. Сев, она замечает Кристиана Шепарда, который покачивает внука на руках, сидя на земле. В изумлении она спрашивает: «Папа?» Утром Сойер просыпается и замечает отсутствие Клэр и ребёнка. Майлз говорит, что Клэр ушла ночью за мужчиной, которого называла отцом, и что он не остановил её, потому что Сойер запретил ему приближаться к Клэр. Сойер находит плачущего Аарона на листьях неподалёку, но Клэр исчезла («Счастливая привычная жизнь», 10-я серия 4-го сезона).
Локк оказывается следующим, кто видит Клэр. Это происходит в хижине Джейкоба, куда Локк приходит за советом («Отшельник», 11-я серия 4-го сезона).
В конце сезона Джек на поминках своего отца встречает Кэрол Литтлтон, мать Клэр. От неё Джек узнаёт, что Клэр — его сестра («Долгожданное возвращение. Часть 1», 12-я серия 4-го сезона).

#### Сезон 5
Клэр появляется в результате перемещения во времени. Сойер видит Кейт, принимающую роды у Клэр. Потом Остров перемещается («Маленький принц», 4-я серия 5-го сезона).

#### Сезон 6
Клэр живёт на острове 3 года после спасения Шестёрки Oceanic вместе с Человеком в чёрном в образе Кристиана Шепарда и становится слегка не в себе, дикой. В конце последней серии Клэр вместе с Майлзом, Френком, Кейт, Сойером и Ричардом улетает с острова на самолёте рейса 316.

## Создание персонажа
Продюсеры решили, что необходимо присутствие в сериале персонажа из Австралии, планируя участие в сериале героев из разных стран; это же подтверждало и то, что рейс 815 вылетел из Сиднея. Эмили де Рэвин работала в Эдмонтоне и не могла пройти прослушивание, проходившее в Лос-Анджелесе. Она прислала свою видеозапись, и создатели сериала решили, что она удовлетворяет требованиям: молодая и приятная внешне, вместе с тем имеющая жизненный опыт.
Эмили де Рэвин не участвовала в пятом сезоне сериала, но в заключённом ранее контракте было прописано обязательство её возвращения в шестом сезоне.